# SOLVIT
SOLVIT – sieć internetowa, która służy rozwiązywaniu problemów obywateli i przedsiębiorstw w sytuacjach nieprawidłowego postępowania władz administracyjnych w sprawach związanych z rynkiem wewnętrznym Unii Europejskiej. System obsługiwany jest przez sieć współpracujących ze sobą Centrów Koordynacyjnych. Zgłaszane problemy powinny mieć charakter transgraniczny i nie mogą dotyczyć spraw, w których wszczęto już postępowanie sądowe. Infrastrukturę, która umożliwia funkcjonowanie systemu, zapewnia Komisja Europejska.